# Arctic Monkeys
Arctic Monkeys — англійський рок-гурт, створений 2002 року в передмісті Шеффілда. Музиканти гурту у своїй творчості поєднують різні стилі і напрямки музики, серед яких основними є інді-рок, психоделічний рок, гаражний рок та постпанк. Гурт випустив сім студійних альбомів: Whatever People Say I Am, That's What I'm Not (2006), Favourite Worst Nightmare (2007), Humbug (2009), Suck It and See (2011), AM (2013), Tranquility Base Hotel & Casino (2018) і The Car (2022), а також 1 концертний альбом, 1 збірник, 2 міні-альбоми, 20 синглів і 2 відеоальбоми. Дебютний альбом гурту став найкращим за швидкістю продажу альбомом у британській музичній історії, випередивши альбом «Definitely Maybe» гурту Oasis.
Arctic Monkeys також є одним з найвідоміших інді-рок-гуртів у світі.

## Історія

### Ранні роки
Гурт був створений 2002 року в містечку Хай Грін, передмісті англійського міста Шеффілда. Почалося все з того, що двоє сусідів-приятелів, Алекс Тернер та Джеймі Кук, одночасно попросили своїх батьків подарувати їм на Різдво по якомусь музичному інструменту. Обидва отримали по електрогітарі і, самостійно освоївши ази гри, вирішили створити гурт. До його складу також увійшли шкільні приятелі — Енді Ніколсон і Метт Хелдерс. Ніколсон вже грав на басу, і тому Хедлерсу довелося зайняти позицію ударника — «У них у всіх уже були свої гітари, тому мені довелося купити собі ударну установку». Тільки в травні 2006 року стало відомо, що Тернер не був першим вокалістом гурту, до нього цю позицію займав Глен Джонс, один з учнів школи, в якій вчилися майбутні «мавпи». Сам Джонс в інтерв'ю сказав, що покинув групу, оскільки — «не бачив сенсу, продовжувати грати… ми просто були підлітками, страждаючими від нудьги». Гурт одразу ж взяв собі назву Arctic Monkeys. Попри те, що пізніше гурт придумали масу смішних історій про те, звідки ця назва взялася (аж до того, що так називалася група, в якій колись грав батько Хедлерса), автором назви був і залишається гітарист Джеймі Кук, який, як виявилося, з самого дитинства мріяв грати в гуртові з такою назвою.

### Перший контракт
Перші репетиції гурт проводив в Yellow Arch Studios, розташованому в Ніпсенде, передмісті Шеффілда. Дебютний концерт пройшов 13 червня 2003 року, у клубі «The Grapes», розташованому в центральному районі Шеффілда. Після кількох виступів у 2003 році колектив розпочав створення демозаписів 17 пісень, які згодом увійшли до демоальбому Beneath the Boardwalk, були записані на компакт-диск і безкоштовно роздавалися на виступах ансамблю. Оскільки кількість дисків було обмежено, шанувальники почали копіювати ці пісні і передавати їх один одному, а також виклали їх в Інтернет. Швидке поширення привело до того, що ці 17 композицій стали вважати першим альбомом групи. Музиканти не заперечували: 
|                       | Врешті-решт, ми самі роздавали ці диски абсолютно безкоштовно. І потім, так концерти виходили кращими, тому що люди вже знали наші пісні і могли підспівувати |
| — Музиканти колективу | |

 Згодом музиканти зізнавалися, що вони навіть не знали, як викладати музику в Інтернет. В інтерв'ю журналу «Prefix» на питання про популярність сторінки групи в Myspace музиканти відповіли, що до самого інтерв'ю не знали про існування такої сторінки.
Група стала популярна на півночі Англії, внаслідок чого удостоїлася уваги з боку BBC Radio і «жовтої преси». Місцевий фотограф-любитель Марк Булл зняв їх виступ на відео та змонтував відеокліп «Fake Tales of San Francisco», розмістивши його на своєму особистому сайті. У травні 2005 року Arctic Monkeys випустили свій перший сингл — «Five Minutes with Arctic Monkeys» — на власному лейблі Bang Bang разом з композиціями «Fake Tales of San Francisco» і «From the Ritz to the Rubble». Сингл вийшов обмеженим тиражем в 500 копій CD і 1000 копій 7-дюймового вінілу, а також став доступний для покупки в iTunes Store. Незабаром після цього група виступила на фестивалях Carling Stage, де подивитися на їх живий виступ прийшло досить велике число глядачів.
У червні 2005 року музиканти підписали контракт з Domino Records. Група ставилася з симпатією до власника лейблу Лоуренса Белла, прихильника субкультури «DIY», який укладав контракти тільки з тими гуртами, що подобалися йому самому. Британська газета Daily Star повідомила, що в жовтні був підписаний контракт Domino Records з EMI на суму 1 млн фунтів стерлінгів і на 725 тис. фунтів стерлінгів з Epic Records, що відповідають за поширення платівок групи в США.

### Whatever People Say I Am, That's What I'm Not(2006)

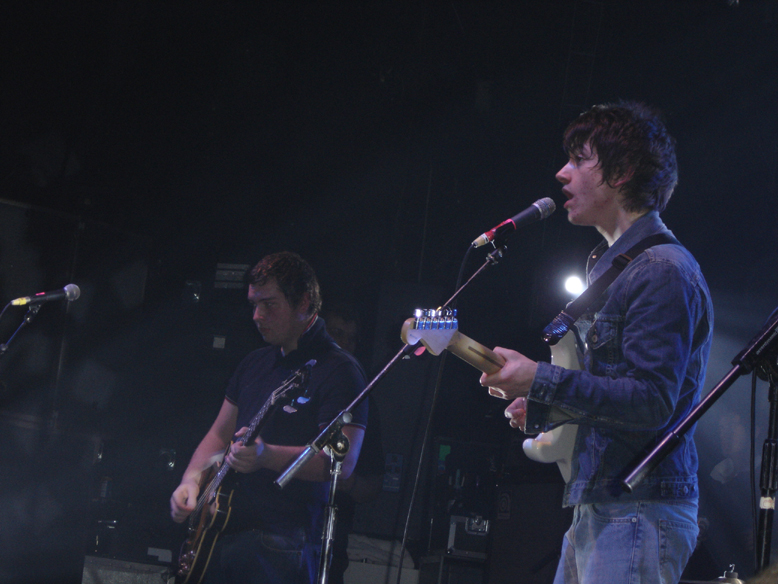
Концерт Arctic Monkeys в 2006 році

21 січня 2006 група випустила свій дебютний альбом Whatever People Say I Am, That's What I'm Not. Попри те, що велика частина пісень платівки вже була доступна на ранніх демоверсіях в інтернеті, Whatever People Say I Am, That's What I'm Not за перший тиждень після виходу розійшовся тиражем більш ніж 363 735 проданих копій, ставши найбільш швидко продаваним дебютним альбомом в історії Великої Британії та побивши тим самим досягнення платівки Popstars поп-гурту Hear'Say, тираж якої склав 306 631 проданих копій. На обкладинці альбому зображений близький друг групи, Кріс Макклюр, який палить сигарету, за що ансамбль зазнав критики з боку національної служби охорони здоров'я Шотландії, що побачила в ній «пропаганду куріння».
У США платівка вийшла місяцем пізніше, потрапивши на 24 сходинку чарту Billboard 200. За перший тиждень було продано близько 350 000 копій, що зробило її другим найбільш швидко продаваним дебютним інді-рок альбомом в Америці. Американські критики зустріли юних англійців куди більш стримано, ніж їх британські колеги, платівка отримала досить непогані оцінки, що позначилося на тому, що в американському турі гурту, який проходив у липні 2006 року, практично кожен виступ супроводжувався схвальними відгуками. Тим часом британський журнал NME поставив дебютну платівку гурту на п'яту сходинку в списку «500 найкращих альбомів усіх часів», а на церемонії премії NME 2006 колектив отримав відразу три нагороди, засновані на голосуванні шанувальників: Найкраща британська група, Найкращий новий гурт та Найкращий трек («I Bet You Look Good on the Dancefloor»).
24 квітня 2006 група випустила міні-альбом під назвою Who the Fuck Are Arctic Monkeys?. У нього увійшли п'ять треків, і по тривалості він не підходив для участі ні в чарті альбомів, ні в чарті синглів. Більш того, через присутність ненормативної лексики в текстах пісень, їх залишило без уваги більшість радіо станцій, що, втім, не хвилювало музикантів. Реліз міні-альбому через три місяці після дебютного  критики сприйняли як «наживу», за що він отримав стримані відгуки. В інтерв'ю журналу San Diego CityBeat Джеймі Кук сказав, що мініальбом вийшов не для заробітку грошей, а для того щоб уникнути «нудьги від гастролей з одним випущеним альбомом».
Незабаром після релізу міні-альбом а колектив оголосив, що басист Енді Ніколсон не візьме участі в майбутньому турі по Північній Америці через втому. Після повернення до Великої Британії Ніколсон оголосив, що йде з групи та хоче зайнятися власним проєктом. Окрім того, за його словами, йому було важко справлятися з успіхом і славою, яких група досягла всього за півроку. На офіційному сайті «мавп» з'явився прощальний лист, а також було оголошено, що Ніколсона замінить колишній басист групи The Dodgems Нік О'Меллі. Першим релізом Arctic Monkeys без Ніколсона став сингл «Leave Before the Lights Come On», що вийшов 14 серпня 2006. В інтерв'ю NME Алекс Тернер сказав, що пісня була однією з останніх, яку він написав до успіху групи. Це був перший реліз колективу, який не очолив чарт, зупинившись на четвертому місці. 6 вересня 2006 платівка  Whatever People Say I Am, That's What I'm Not  стала володарем премії Mercury Prize, що присуджується за найкращий альбом року.

### Favourite Worst Nightmare(2007)
23 квітня 2007 року вийшов Favourite Worst Nightmare — другий студійний альбом групи, перший сингл з якого — «Brianstorm» — вийшов тижнем раніше. Тернер, описуючи пісні, назвав їх «ті, що набагато відрізняються від минулих», додавши, що звук таких композицій, як «From the Ritz to the Rubble» і «The View from the Afternoon» був надлишковим і вони постаралися від цього піти. 10 лютого 2007 року на закритому концерті в клубі «Leadmill» були представлені сім нових композицій (шість з Favourite Worst Nightmare і ще одна). Одна з перших рецензій описувала альбом як «дуже, дуже швидкий і дуже, дуже гучний».

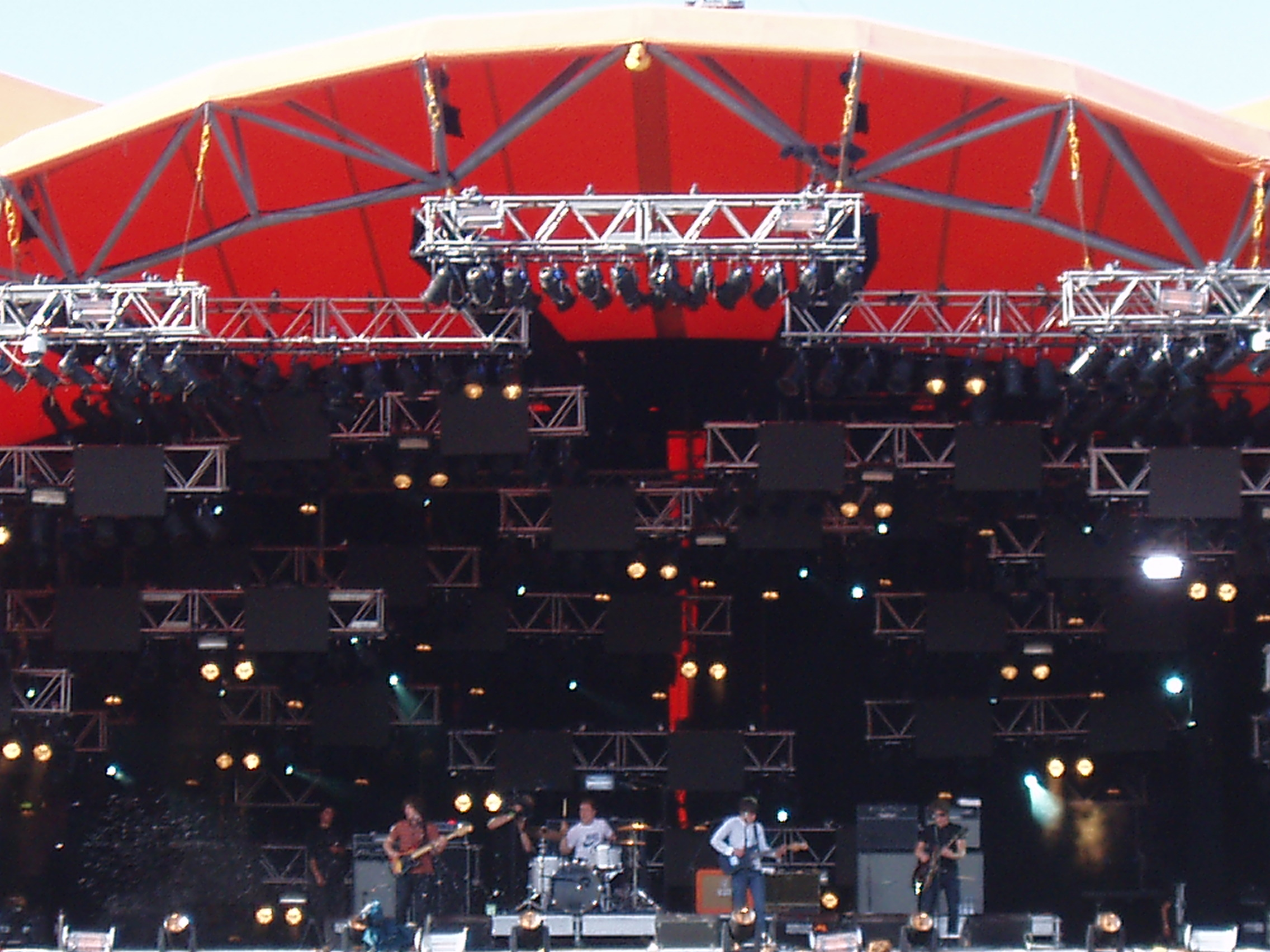
Arctic Monkeys на фестивалі в Роскілле, 8 липня 2007 року

Тим часом група продовжувала збирати нагороди з усього світу, а саме: Найкращий новий артист в Сполучених Штатах за версією PLUG Independent Music Awards, Альбом року в Японії, Ірландії і США, а також Найкращий альбом і Найкращий музичний DVD від NME Awards 2007. Увечері 14 лютого 2007 року в Лондоні пройшла церемонія нагородження лауреатів музичної премії Brit Awards 2007, на якій учасники Arctic Monkeys були названі Найкращою британською групою і авторами найкращого британського альбому, проте група, як і в минулому році, церемонію проігнорувала, приславши організаторам премії подячний відео запис, в якій музиканти були переодягнені в персонажів Чарівника Оз.
29 квітня 2007 року Favourite Worst Nightmare посів перше місце в UK Albums Chart. Також всі 12 композицій з альбому увійшли в Топ-200 UK Singles Chart. Пісні «Fluorescent Adolescent» і «505» потрапили в Топ-75, досягнувши 60-й і 74-й рядки відповідно. Пізніше група випустила «Fluorescent Adolescent» як сингл, який, після виконання пісні в «Шоу Джонатана Росса» (англ. The Jonathan Ross Show), потрапив на 5-ту сходинку чарту. Алекс Тернер називав відеокліп синглу «Fluorescent Adolescent» «найкращим відео за останні 10 років і найкращою роботою Arctic Monkeys». Третій сингл альбому, «Teddy Picker», вийшов 3 грудня 2007 року, зайнявши 20-й рядок хіт-параду Топ-40. Він зумів протриматися в ньому всього тиждень, що зробило його найгіршим синглом групи. Група під псевдонімом The Death Ramps, випустила в обмеженій кількості два бі-сайда з синглу «Teddy Picker»: «The Death Ramps» і «Nettles». Тираж склав 250 вінілових платівок.
22 червня 2007 року Arctic Monkeys були хедлайнерами фестивалю Ґластонбері, під час якого виступили разом з Dizzee Rascal і Simian Mobile Disco і переспівали композицію Ширлі Бессі «Diamonds Are Forever». 16 червня 2007 року «мавпи» дали великий концерт в Дубліні, що проходив в Замку Мелахайд. 19 і 20 червня група дала два виступи на Cardiff International Arena за підтримки близьких друзів — інді-рок-групи Reverend and the Makers. Тур у підтримку альбому завершився 17 грудня 2007 року концертом в Манчестері, який 3 листопада 2008 було видано на DVD під назвою At the Apollo, а 14 жовтня вийшов в кінопрокат.

### Humbug(2008—2010)
Після короткої перерви, протягом якого Алекс Тернер гастролював зі своїм проєктом The Last Shadow Puppets, група записала в цілому 24 пісні. Восени 2008 року спільно з Джошом Хомма, засновником Queens of the Stone Age, було підготовлено 12 композицій, інші були записані з Джеймсом Фордом після туру групи по Австралії і Новій Зеландії, навесні 2009 року в Нью-Йорку. Під час цього туру група представила сингл «Crying Lightning», а також пісні «Pretty Visitors», «Dangerous Animals» і «Potion Approaching» (також знаний як «Go-Kart»). 14 травня 2009 року в відеоролику, присвяченому 23-літтю Метта Хелдерса, ударник Arctic Monkeys повідомив, що альбом буде складатися з 14 пісень, і що Алекс Тернер займається обробкою матеріалу в Нью-Йорку. 1 червня 2009 року на офіційному сайті було оприлюднено список композицій нового альбому, який складався тільки з 10 пісень.

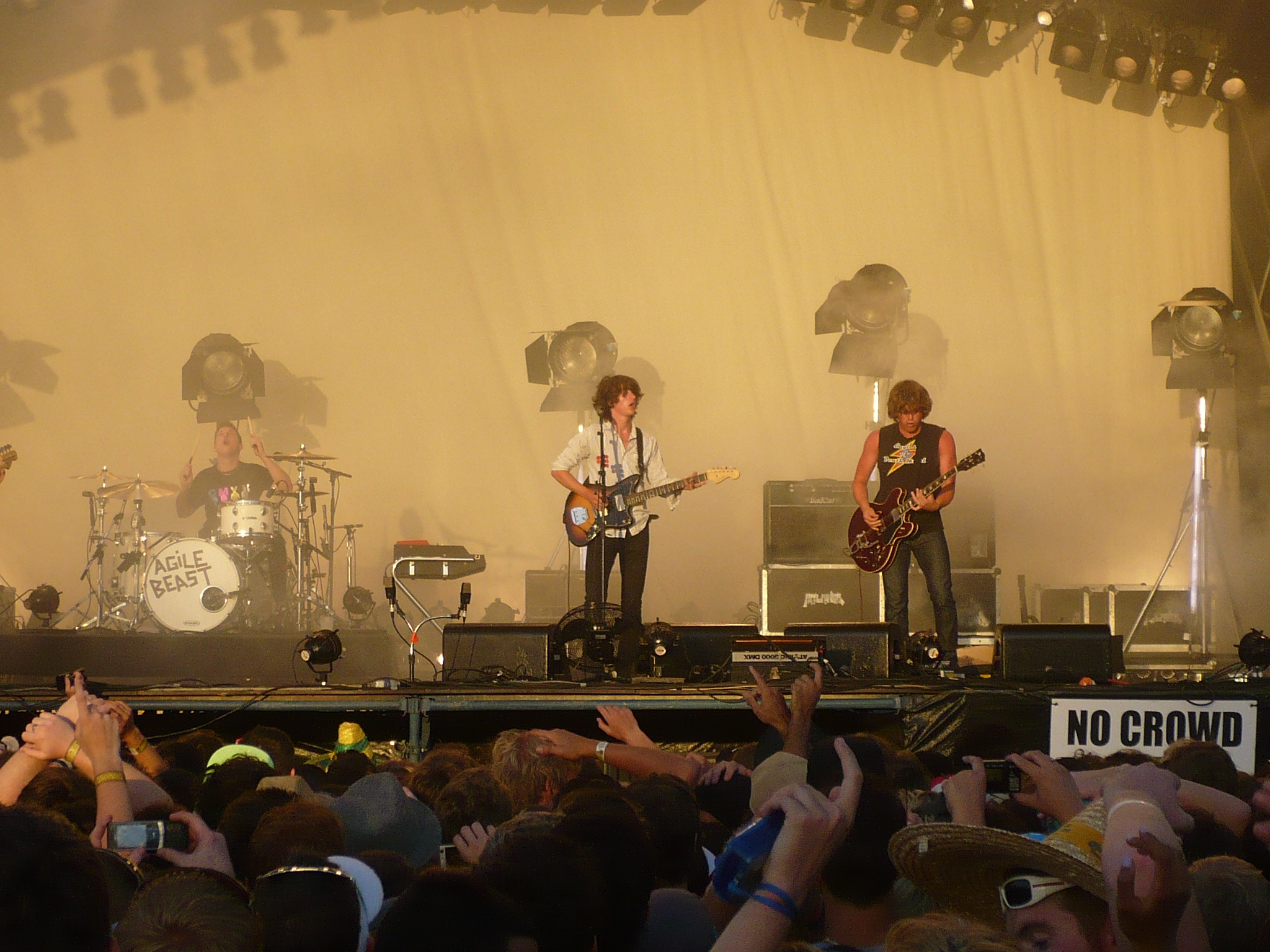
Arctic Monkeys на фестивалі Big Day Out в місті Перт, Австралія, 1 лютого 2009 року

У статті на сайті журналу Clash оглядач Саймон Харпер заявив, що музиканти «цілком знехтували будь-якими очікуваннями або припущеннями, щоб досліджувати ті глибини, які вони здатні досягти, вийшовши за рамки своїх загальновизнаних стилів» і що «Тернер не тільки надзвичайно красномовний — він виразно досяг ступеня незрівнянного автора, чиї теми крутяться та обертаються крізь історії і алегорії, настільки потужні та глибокі, що це дійсно захоплює дух». У цій же публікації говорилося, що в процесі написання альбому група слухала Ніка Кейва, Джимі Хендрікса та групу Cream. 9 червня 2009 року в блозі групи на Myspace було представлено назва третього студійного альбому. Humbug вийшов 19 серпня 2009 року і, як і його попередники, досяг першого рядка чартів.
6 липня на радіостанції BBC Radio 1 відбулася прем'єра першого синглу — «Crying Lightning». В цей же день пісня стала доступною для скачування в iTunes. 12 липня 2009 року сингл «Crying Lightning» дебютував на 12-му рядку UK Singles Chart і на першій в UK Indie Chart. Другий сингл, «Cornerstone», що містить три нові пісні («Catapult», «Sketchead» і «Fright Lined Dining Room»), вийшов 16 листопада 2009 року, але йому не вдалося повторити той же успіх: він досяг лише 94-го рядка UK Singles Chart. У лютому 2010 було оголошено, що третім і останнім синглом з альбому стане «My Propeller», який вийшов 22 березня.
Arctic Monkeys розпочали гастролі у січні 2009-го та стали хедлайнерами фестивалів Редінг і Лідс 2009. За час виступу на фестивалі гурт зіграв кілька композицій з альбому Humbug  і кавер-версію пісні «Red Right Hand» групи Nick Cave and the Bad Seeds. Тур на підтримку платівки завершився 22 квітня 2010 року в Мексиці.

### Suck It and See(2011—2012)
У січні 2011 журнал NME опублікував запис в якій говорилося, що група знову об'єднається з продюсером Джеймсом Фордом для запису четвертого альбому, який повинен вийти в останній числах весни. У статті журналу Q було сказано, що четвертий альбом «мавп» буде «більш врожайним», ніж Humbug, а також що «це звучання групи, що розсунула штори та дозволила сонячному світлу увійти».
Альбом записали у Лос-Анджелесі в студії Sound City в період з 2010 по 2011 рік. 4 березня 2011 року на своєму офіційному сайті колектив опублікував першу композицію нової платівки — «Brick by Brick» з вокалом Метта Хелдерса. За словами Метта, пісня не є синглом: музиканти оприлюднили її для того, щоб дати зрозуміти, як буде звучати новий альбом. 10 березня 2011 року колектив анонсував вихід четвертого альбому, було оголошено назва — Suck It and See і призначена дата виходу, намічена на 6 червня.
Перший сингл з нового альбому «Do not Sit Down 'Cause I've Moved Your Chair» став доступний для вільного скачування 11 квітня, а також вийшов на вінілових пластинках разом з піснею «Brick by Brick» в день музичного магазину — 16 квітня 2011 року. 17 квітня сингл досяг першого рядка UK Singles Chart. Версія з двома бі-сайдами стала доступна 30 травня на 7 і 10-дюймових вінілових пластинках. 30 квітня група не стала чекати офіційної дати виходу альбому та виклала нову платівку для прослуховування на своєму офіційному сайті. Suck It and See вийшов 6 червня 2011 року та в цей же день очолив британський хіт-парад. Після цього Arctic Monkeys стали другим колективом в історії, в якого всі чотири альбоми дебютували на першому рядку британського хіт-параду.

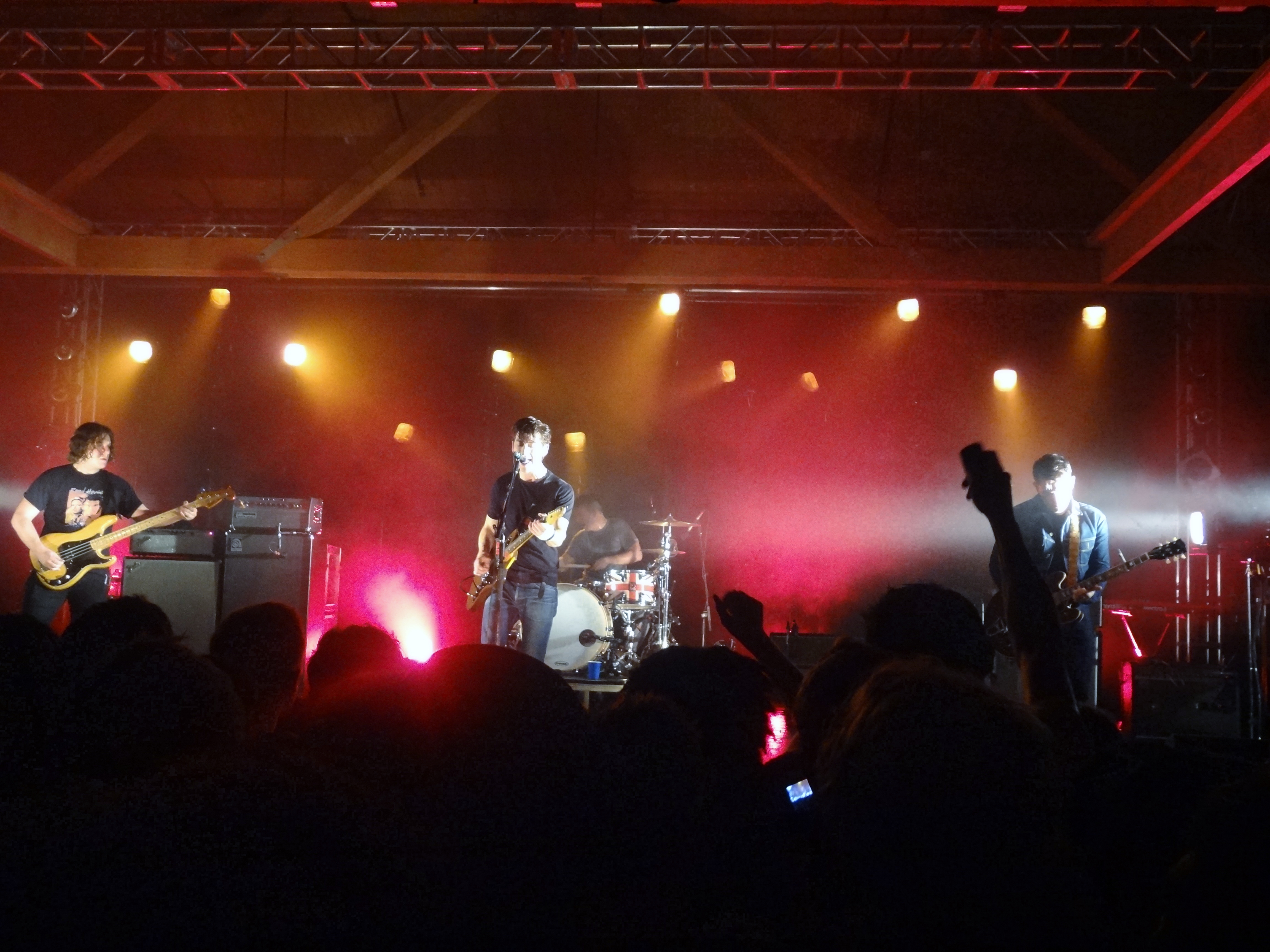
Arctic Monkeys виступають у Showbox SoDo, Сіетл, 10 серпня 2011

Група анонсувала пісню «The Hellcat Spangled Shalalala», що стала другим синглом альбому. Велика частина фізичних носіїв була пошкоджена в результаті пожежі в будівлі PIAS Entertainment Group внаслідок заворушень в Лондоні. Частина, що залишилася, склала обмежений тираж 7-дюймових вінілових пластинок, що вийшов 14 серпня 2011 року. Пісня потрапила тільки в Топ-200 чарту Британії, але досягла 25-го рядка чарта Бельгії. У вересні 2011 року колектив випустив відеокліп на пісню «Suck It and See» з барабанщиком Меттом Хелдерсом в головній ролі та оголосив про те, що пісня вийде як сингл 31 жовтня 2011 року. У липні 2011-го група випустила в iTunes Store міні-альбом, що складається з шести концертних записів з фестивалю iTunes, що проходив в Лондоні.
У травні 2011 року Arctic Monkeys розпочали гастролі на підтримку альбому. Група була хедлайнером Benicassim Festival 2011 поряд з The Strokes, Arcade Fire і Primal Scream, а також хедлайнером таких фестивалів, як Oxegen 2011, Super Bock Super Rock 2011, V Festival 2011, Rock Werchter та фестивалю T in The Park. 7 лютого 2011 група підтвердила, що дасть «великий домашній концерт» на стадіоні Don Valley Bowl в Шеффілді 10 і 11 червня за участю Майлза Кейна, Анни Кальві, груп The Vaccines, Dead Sons і Mabel Love. Відеозаписи з концерту увійшли в кліп на сингл «The Hellcat Spangled Shalalala». Колектив виступив на ювілейному (20-му) фестивалі Lollapalooza, що проходив з 5 по 7 серпня 2011 року. Тур продовжився до березня 2012 року.
27 жовтня «мавпи» випустили кліп на пісню «Evil Twin» з бі-сайда синглу «Suck It And See». Ансамбль виконав пісню на Шоу Грема Нортона 28 жовтня. Четвертим синглом з альбому став «Black Treacle», що вийшов 23 січня 2012 року. Кліп на пісню вийшов на сервісі YouTube 5 січня.

### AM, перерва (2012—2016)

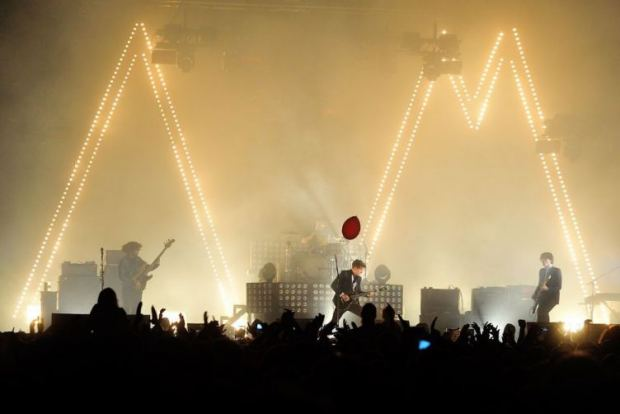
Arctic Monkeys виступають на фестивалі INmusic, 25 червня 2013 року. Концерт був частиною AM Tour

26 лютого 2012 року на своєму каналі на YouTube група випустила пісню «R U Mine?». 4 березня композиція зайняла 23-й рядок UK Singles Chart. 21 квітня в День музичного магазину пісня вийшла як сингл, на бі-сайді якого була композиція «Electricity». Пісня продемонструвала зміну музичного стилю групи в порівнянні з їх попереднім альбомом Suck It and See. Це сталося завдяки включенню фальцету тахіп-хоп — басів, поєднання яких в кінцевому підсумку стало основним в альбомі AM.
1 травня була опублікована перша біографічна книга про групу: «The Arctic Monkeys: What People Say They Are … That's What They're Not», автором якої виступив Бен Осборн.
27 липня 2012 група виступила на церемонії відкриття літніх Олімпійських ігор 2012 року в Лондоні, виконавши «I Bet You Look Good on the Dancefloor» і виконавши композицію групи The Beatles «Come Together». Після церемонії кавер «Come Together» потрапив в UK Singles Chart, зайнявши 21-й рядок і ставши найвищим результатом групи з 2009 року («Crying Lightning» — 12-й рядок).
22 травня 2013 року група почала тур в підтримку нового альбому з міста Вентура, Каліфорнія, де представила новий трек під назвою «Do I Wanna Know?». 1 червня група виступила на Free Press Summer Fest, де також виконала «Do I Wanna Know?». 6 червня група вперше виступила в Росії, ставши хедлайнером московського «Суботника». Виступ «мавп» було найочікуванішою подією фестивалю. 14 червня на фестивалі Hultsfred в Швеції група представила ще одну пісню: «Mad Sounds». 19 червня «мавпи» представили відеокліп композиції «Do I Wanna Know?», Опублікувавши його на своїй офіційній сторінці в Facebook. В цей же день студійна версія пісні з супутніми візуальними ефектами стала доступна для покупки через iTunes: сингл зайняв 11-й рядок UK Singles Chart. 23 червня Arctic Monkeys стали хедлайнерами фестивалю Southside, що проходив в Німеччині.
24 червня 2013 року група оголосила, що п'ятий студійний альбом під назвою AM вийде 9 вересня. Він був записаний в Ранчо-де-ла-Місяць, Каліфорнія. Гостями альбому були Джош Хомма з Queens of the Stone Age, Піт Томас — барабанщик Елвіса Костелло, і Білл Райдер-Джонс з The Coral. Окрім того, 27 червня група оголосила про 8 концертах по Великій Британії, кульмінацією яких повинен був стати концерт в Шеффілді. 28 червня група стала хедлайнером фестивалю Ґластонбері 2013, з оглушливим успіхом виконавши «Mad Sounds» і «Do I Wanna Know?». Arctic Monkeys також стали хедлайнерами фестивалю Open'er, що проходив в місті Гдиня, Польща.
3 липня 2013 року, в інтерв'ю Lenta.ru Алекс Тернер пояснив, чому група вирішила назвати свій наступний альбом просто AM: «До п'ятого альбому ми відчули себе колективом, що по-справжньому реалізувався — на піку форми та граючи таку музику, яку хотіли виконувати завжди. Таким чином, відлік нашої кар'єри як би пішов з початку». 12 липня, Джош Хомма, який бере участь в записі альбому, заявив: «Платівка дуже крута, сексуальна. Відмінно буде звучати після півночі». 15 липня, Arctic Monkeys виклали в інтернет обкладинку свого майбутнього альбому. 11 серпня вийшов «Why'd You Only Call Me When You're High?» — третій сингл з альбому, що містить бі-сайд «Stop The World I Wanna Get Off With You». Композиція дебютувала на 8-му рядку UK Singles Chart, 18 серпня 2013 року — це був перший сингл з 2007 року («Fluorescent Adolescent», 5-й рядок), який увійшов до Топ-10 британського хіт-параду. Група виклала нову платівку в інтернет, за кілька днів до офіційного релізу.

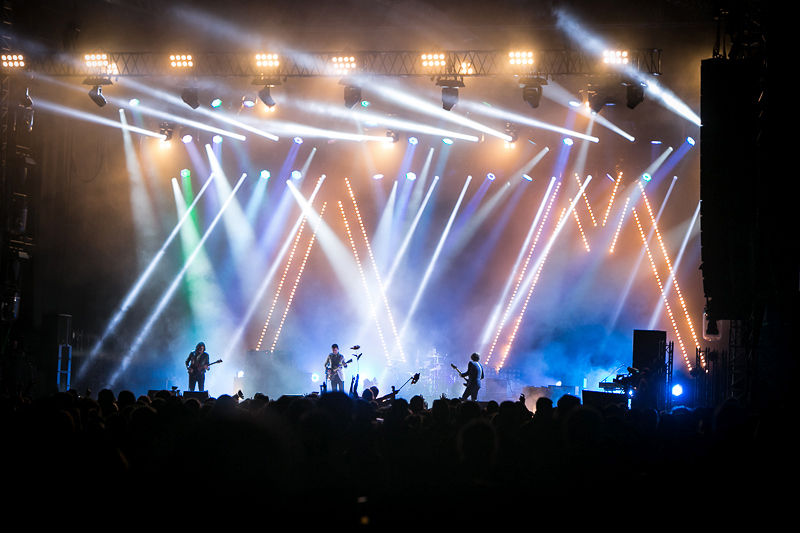
Arctic Monkeys виступають на фестивалі Zürich Open Air, 30 серпня 2013 року

Відразу після випуску 9 вересня 2013 року альбом дебютував на 1-му рядку UK Albums Chart. За перший тиждень було продано більше 157 000 копій платівки. В результаті Arctic Monkeys стали першою інді-рок групою, в якій всі п'ять альбомів поспіль досягали першого рядка чарта. Альбом отримав хороші відгуки критиків і був номінований на Mercury Prize, однак поступився платівці Overgrown Джеймса Блейка. 20 лютого 2014 року Arctic Monkeys стали володарями музичної премії Brit Awards 2014, перемігши в таких номінаціях як Найкраща британська група та Британський альбом року. Алекс Тернер під час своєї вдячної промови сказав: «Це рок-н-рол, так? Рок-н-рол ніколи не помре», що викликало овації у залу. Група стала тріумфатором NME Awards 2014 року, отримавши п'ять нагород і перемігши в тому числі в номінаціях «Найкраща британська група», «Найкращий живий виступ гурту» і «Найкращий альбом». Урочиста церемонія вручення нагород відбулася ввечері 26 лютого.
Алекс Тернер описав AM як «поки що найоригінальніший альбом», схарактеризувавши його як злиття ударів барабана в хіп-хопі з важким роком 1970-х років. Композицію «Arabella» він назвав найефективнішим відображенням злиття цих двох стилів. В AM Тернер продовжив експериментувати з текстами, включивши в композиції слова з поеми «I Wanna Be Yours», написаної Джоном Купер Кларком. Тернер відзначає, що поява Джоша Хомма в пісні «Knee Socks» стало його улюбленим моментом з усього альбому.
13 серпня 2014 року в мережі з'явився список номінантів премії Independent Music Award, Arctic Monkeys виявилися в лідерах за кількістю номінацій. AM представлена в категорії «Незалежний альбом року», а трек «Do I Wanna Know?» в номінації «Незалежна пісня року». 29 жовтня була вручена щорічна премія Q Awards, Arctic Monkeys значилися в трьох категоріях: «Найкраще відео», «Найкращий виконавець» і «Найкращий концертний виконавець», але програли, головними тріумфаторами церемонії стали рокери Kasabian, удостоївшись звань «Найкращої групи» і «Найкращий концертний виступ».
24 серпня 2014 року, закінчивши турне AM tour, Arctic Monkeys оголосили паузу в своїй діяльності. Після цього Тернер і Хелдерс взяли участь в інших музичних проєктах. 2016 року Тернер анонсував його другий альбом з The Last Shadow Puppets, Everything You've Come to Expect. Хельдерс грав на барабанах в альбомі Іггі Попа Post Pop Depression. 6 липня 2016 року всі чотири учасники групи вперше публічно з'явилися разом після AM-туру. Вони сприяли створенню дитячої лікарні в рідному місті Шеффілді.

### Tranquility Base Hotel & Casino(2016 — 2022)
У грудні 2016 року Алекс Тернер підтвердив радіо BBC, що перерва в групі закінчилась і розпочалася робота над шостим студійним альбомом. У травні 2017 року з'явилися фотографії групи під час роботи над новою музикою в Лос-Анджелесі. Нік О'Меллі підтвердив, що запис альбому почався у вересні 2017 року, а реліз заплановано на 2018 рік.
5 квітня 2018 року група оголосила назву майбутнього альбому, Tranquility Base Hotel & Casino, який вийшов 10 травня 2018 року та отримав переважно позитивні відгуки музичних критиків. Цього літа та осені в музикантів відбудеться концертний тур багатьма містами Європи та Північної Америки, заплановані виступи на головних музичних фестивалях світу. Arctic Monkeys стануть хедлайнером фестивалю Sziget-2018 у Будапешті, виступ анонсували на 14 серпня.
Восени 2021 року барабанщик гурту Мет Гелдерс прийшов у програму 5 Live Breakfast на радіо BBC і розказав, що новий альбом Arctic Monkeys майже завершений і може побачити світ у 2022 році.

### The Car(2022 — н.ч. )
8 грудня 2021 було анонсовано, що група буде одним з хедлайнерів у субботу на фестівали Фестивалі Редінг і Лідс, разом з такими виконавцями як Bring Me the Horizon, Megan Thee Stallion, Rage Against the Machine і Halsey. 23 серпня 2022 на фестивалі Zurich Openair, вони презентують нову пісню “I Ain't Quite Where I Think I Am”.  Наступного дня вони анонсують свій сьомий студійний альбом, The Car, що буде видано 21 жовтня 2022. 30 серпня 2022, Вони випускають перший сінгл з цього альбому, “There'd Better Be a Mirrorball”, з відеорядом, який режессирував Алекс Тернер. “I Ain't Quite Where I Think I Am” вийшов як третій сінгл 18 жовтня 2022. The Car посів другу сходинку у чартах Великої Британії. В США альбом посів 6-ту сходинку у чарті Billboard 200

## Музичний стиль і вплив
Музика групи потрапляє в жанр інді-року хоча музичний стиль змінювався з кожним новим альбомом, що є однією з ключових особливостей групи. Музика групи розширювала та змінювала своє звучання в кожному з сімох альбомів, що ускладнює визначення до якого точно стилю відносяться композиції колективу. Ключовою частиною всієї музики колективу є вокал: складний і часто швидко промовлений текст пісень, виконані з сильним Шеффілдським акцентом фронтмена групи Алексом Тернером. Альбоми групи Whatever People Say I Am, That's What I'm Not і Favourite Worst Nightmare були написані в жанрах гаражний рок і постпанк-рівайвл з гострими соціальними текстами, написаними Тернером. У першому альбомі Алекс розглянув поведінку людей в нічному клубі та культурі їх рідного міста.
Ці теми як і раніше висвітлювалися в наступному альбомі Favourite Worst Nightmare. Пісні «Fluorescent Adolescent» і «Do Me a Favour» описували невдалі стосунки, ностальгію та поступове старіння, у той час як в музичному плані група використовувала швидший і агресивніший звук. В альбомі Humbug  відбулася різка зміна музичного напрямку: під впливом Джоша Хомма група почала грати в жанрах пустельного та психоделічного року, а тексти Тернера стали більш абстрактними та досліджували більш загадкові теми.
Четвертий альбом групи Suck It and See став змішуванням різних стилів і напрямків музики. Тернер сказав: «Я думаю, що новий альбом є балансом між першими трьома. Там немає нічого про стоянки таксі або про що-небудь подібне, але є трохи точки зору, яка була в ранніх піснях, почуття гумору і трохи Humbug, розставленого по кутах». Критики відзначили вплив старовинних британських рок-груп 1960-х років, групи The Smiths і повільніших любовних балад, які швидко розвиваються в пісні, уособлюючи звучання групи.

В інтерв'ю журналу NME Алекс Тернер назвав Джона Леннона головною людиною, що зробив вплив на його тексти. Говорячи про Леннона, Тернер сказав: 
|                | Я пам'ятаю, коли вперше почав писати музику та писати тексти, я дійсно хотів бути здатним написати "I Am the Walrus", але зрозумів, як це важко. Ви слухаєте це, і вам здається, що це якесь марення, але насправді дуже важко написати таку пісню та зробити її переконливою. Леннон виразно вмів це. |
| — Алекс Тернер | |

За словами учасників групи, п'ятий альбом AM підпав під вплив хіп-хопу. Як заявив Алекс Тернер в інтерв'ю NME, «це як до біту Dr. Dre приєднати Айка Тернера та послати його з гітарою Stratocaster через пустелю». Також він сказав, що на альбом вплинули такі групи, як OutKast, Aaliyah і Black Sabbath. В альбомі присутні важкі пісні, такі як «R U Mine?», А також і більш м'які: «Mad Sounds» і «No. 1 Party Anthem».

## Склад
|              |            |              |             |
| Алекс Тернер | Джеймі Кук | Метт Хелдерс | Нік О'Меллі |

- Алекс Тернер — вокал, соло-гітара / ритм-гітара, клавішні, бек-вокал (2002 — теперішній час)
- Джеймі Кук — соло-гітара / ритм-гітара, клавішні (2002 — теперішній час)
- Нік О'Меллі — бас-гітара, бек-вокал (2006 — теперішній час)
- Метт Хелдерс — ударні, перкусія, бек-вокал (2002 — теперішній час)

### Колишні музиканти
- Енді Ніколсон — бас-гітара (2002–2006)
- Глін Джонс — вокал, ритм-гітара (2002)

### Гастрольні учасники
- Джон Ештон — клавішні, гітара, бек-вокал (2009–2011)
- Бен Парсонс — клавішні (2011 — теперішній час)

## Дискографія
Студійні альбоми
- Whatever People Say I Am, That's What I'm Not (2006)
- Favourite Worst Nightmare (2007)
- Humbug (2009)
- Suck It and See (2011)
- AM (2013)
- Tranquility Base Hotel & Casino (2018)
- The Car (2022)

Міні-альбоми
- Who The Fuck Are Arctic Monkeys? (2006)
- Brainstorm (2007)
- Fluorescent Adolescent (2007)
- Teddy Picker (2007)
- Cornerstone (2009)
- My Propeller (2010)